# 尼尔斯·特普
尼尔斯·特普（瑞典語：Nils Täpp，1917年10月27日—2000年10月23日），瑞典男子越野滑雪运动员。他曾代表瑞典参加1948年和1952年冬季奥林匹克运动会越野滑雪比赛，共获得一枚金牌和一枚铜牌。